# Forces Démocratiques de Libération du Rwanda
Die Forces Démocratiques de Libération du Rwanda, abgekürzt: FDLR (Demokratische Kräfte zur Befreiung Ruandas) ist eine ruandische Rebellengruppe, die auf dem Staatsgebiet der Demokratischen Republik Kongo operiert. Ihre Mitglieder gehören vorwiegend der Ethnie der Hutu an. Die FDLR ist eine Kriegspartei im zweiten Kongokrieg und dritten Kongokrieg, ihre Kriegsgegner sind sowohl die Rebellentruppen des Nationalkongress zur Verteidigung des Volkes (bis 2009), die Bewegung 23. März und die Forces de défense congolaise (von allen dreien wird vermutet, dass sie vom ruandischen Staat unterstützt wurden), als auch die kongolesische Armee Forces Armées de la République Démocratique du Congo.
Die Gruppe steht wegen Verbrechen gegen die Menschlichkeit und Kriegsverbrechen in der Kritik und wurde vom Sicherheitsrat der Vereinten Nationen 2004 zur Entwaffnung und zum sofortigen Verlassen des Landes aufgefordert. Das UN-Demobilisierungsprogramm für die FDLR hat seit 2002 knapp 10.000 Kämpfer entwaffnet und nach Ruanda zurückgebracht. Im April 2011 galten Schätzungen von nur noch maximal 3.000 Kämpfern als aktuell. Die UN-Mission MONUSCO hatte im Februar 2011 eine Zahl von 2.500 Kämpfern angegeben, zwei Jahre zuvor seien es noch 6.000 gewesen. Im November 2012 schätzte die MONUSCO die Zahl auf 3.700.
Unter den hochrangigen Kommandeuren befinden sich auch am Völkermord von Ruanda beteiligte Hutu, meist Soldaten und Generäle der ehemaligen ruandischen Armee (FAR). Die FDLR vertritt die rassistische Hutu-Power-Ideologie.
Der ehemalige Anführer ist der in Mannheim lebende Ignace Murwanashyaka (2019 in Haft verstorben), der zusammen mit seinem Stellvertreter Straton Musoni am 19. November 2009 in Deutschland verhaftet wurde. Sein Nachfolger war bis zu seiner Verhaftung in Frankreich Callixte Mbarushimana. Danach wurde Gaston Iyamuremye Übergangspräsident der FDLR.
Es existieren auch Splittergruppen, die FDLR im Namen tragen und von der FDLR zu unterscheiden sind.

## Organisation
Die Gruppe besteht aus einem politischen Flügel, der FDLR, und einem militärischen Flügel, der FOCA (Forces Combattants Abacunguzi).
Bei der FDLR handelt es sich um eine straff und strikt hierarchisch gegliederte Rebellengruppe. Sie hat eine Verfassung: Der politische Flügel hat ähnlich einer Exilregierung einen gewählten Präsidenten und zwei Vizepräsidenten sowie einen ausführenden Sekretär. Es gibt Kommissare, die ähnlich wie Minister einer Regierung für verschiedene Aufgabenbereiche zuständig sind: zum Beispiel Finanzen, Wirtschaft, Politik, sogar Genderfragen. Der Präsident sowie die beiden Vize-Präsidenten werden alle 5 Jahre von einem Wahlkomitee bestehend aus 30 Wahlmännern gewählt. Mehr als die Hälfte der Wahlmänner entstammen dem militärischen Flügel, der FOCA. Der Präsident ist ebenso der Oberkommandierende der Streitkräfte und Vorsitzender der Oberkommandos.

## Geschichte
Die FDLR ging aus mehreren Vorgängerorganisationen hervor:
1. Die ehemalige ruandische Armee (FAR) sowie die Hutu-Milizen Interahamwe, die 1994 in Ruanda den Völkermord begangen hatten, flohen danach in den Ostkongo. Dort formierte sich in den Flüchtlingslagern in Goma und Bukavu 1996 die Exil-Hutu-Partei RDR (Sammlung für Demokratie und Rückkehr nach Ruanda). Militärchef Mudacumura war in der RDR für die Beschaffung von Waffen und Munition zuständig.[6] Ignace Murwanashyaka engagierte er sich als gewählter Deutschland-Vertreter der RDR.[7]
2. Als direkte Vorgängerorganisation gilt ALIR (Armée de Libération du Rwanda) und deren politischer Flügel PALIR (Peuple Armé de Libération du Rwanda), die 1997 gegründet wurde. Durch die Flüchtlingsbewegung der ex-FAR von den Lagern im Ostkongo Richtung Westen und Südwesten, spaltete sich die ALIR/PALIR im Laufe der Zeit faktisch in zwei Lager: das westliche und das östliche. In ALIR I im Ostkongo, kommandiert von Paul Rwarakabije,[7] und ALIR II im Westkongo, zum Teil auch in Brazzaville, Republik Kongo (wohin viele ex-FAR geflohen sind und bis heute dort leben). ALIR I eröffnete 1997 eine Front in Nordwest-Ruanda. Bis 2001 marschierten sie mehrfach dort ein. ALIR II kämpfte im Kongokrieg 1998 auf der Seite von Laurent Kabila. Ignace Murwanashyaka in Deutschland war in der PALIR als Kommissar für Außenbeziehungen zuständig.[7]
3. Nach einem Massaker im März 1999 im ugandischen Bwindi-Nationalpark an britischen und amerikanischen Touristen, listeten amerikanische Behörden ALIR als Terrororganisation – ein Grund, warum sich die Nachfolgeorganisation im Jahr 2000 einen neuen Namen gab: FDLR/FOCA.[6]
4. Offiziell trat die FDLR zum ersten Mal 2001 auf: Die PALIR/ALIR II entschied sich damals auf einem Treffen in Kinshasa für einen neuen Namen. Damals wurde Ignace Murwanashyaka bei seiner ersten Reise, nach Kinshasa 2001, wurde er von 30 Wahlmännern einstimmig zum Präsidenten der FDLR gewählt. 2005 wurde er mit 24 von 27 Stimmen im südkongolesischen Lubumbashi wiedergewählt.[6]

Seit 2003 befindet sich das Hauptquartier der FDLR in Walikale (aktuell Oktober 2010).
Die Region Walikale liegt in Nord-Kivu, im dichten Urwald. Dort befinden sich beide Hauptquartiere:
- Das HQ des politischen Flügels, der FDLR liegt auf den Hügeln in der Nähe des Dorfes Ntoto. Dort lebt der derzeitige Übergangspräsident Gaston Iyamuremye, bis zur Verhaftung von Ignace Murwanashyaka in Deutschland war er 2. Vizepräsident. Iyamuremye hört auf den Kriegsnamen „Rumuli“, er ist Zivilist, wurde vor 1994 in Belgien zum Ingenieur ausgebildet.[9]
- Das HQ des militärischen Flügels, der FOCA, liegt nicht weit von Ntoto entfernt, auf einem Hügel nahe dem Dorf Kimua. Von dort aus operierte Militärchef Sylvestre Mudacumura († 2019[10]). Er war seit den jüngsten Wahlen (Januar 2011) ebenfalls 1. Vizepräsident der FDLR sowie Vorsitzender der Oberkommandos. Mudacumura galt als Hardliner, er war ein ausgebildeter Militär. Vor 1994 war er Vizechef der Präsidentengarde der FAR. Mudacumura wurde laut Aussagen enger Vertrauter an der Militärakademie in Hamburg zum G3 ausgebildet.[7] Das deutsche Verteidigungsministerium verneint dies.

2005 spalteten sich unter dem Namen Sammlung für Einheit und Demokratie (RUD) circa 400 Kämpfer von der FDLR ab. Als Begründung wurde angegeben, dass sich die FDLR von den Massenmördern in ihren Reihen trennen sollte.
Im Dezember 2008 einigten sich die Demokratische Republik Kongo und Ruanda darauf, die FDLR aufzulösen. Ab dem 20. Januar rückten ruandische Truppen in Abstimmung mit der Regierung in Kinshasa auf das Staatsgebiet der Demokratischen Republik Kongo vor, um FDLR-Kämpfer zu jagen.
Angehörige der FDLR sollen nach Angaben von OCHA am 9. und 10. Mai 2009 die Dörfer Ekingi und Busurungi in der Provinz Sud-Kivu angegriffen und mehr als 90 Personen in Ekingi getötet haben, darunter 60 Zivilpersonen. In Busurungi wurden Dutzende weitere getötet. Der Vorfall wird von der Mission de l’Organisation des Nations Unies en République Démocratique du Congo und den kongolesischen Streitkräften untersucht. In den Wochen davor haben Kämpfer der FDLR mehrere andere Dörfer in der Region angegriffen und waren mit regulären Truppen zusammengestoßen.
Mehrere Jahre wurde die Webseite fdlr.org als Sprachrohr bei einem Provider in Deutschland betrieben. Auf Anfrage der taz ging die Webseite am 29. August 2009 offline und wird nun beim italienischen Provider Register.it betrieben.
Am 17. November 2009 kam es zur Festnahme zweier mutmaßlicher Anführer der Forces Démocratiques de Libération du Rwanda (FDLR)-Milizen (Dr. Ignace Murwanashyaka und seinen Stellvertreter Straton Musoni) in Deutschland. Ihnen wurde vorgeworfen die FDLR von Deutschland aus, wo sie seit mehreren Jahren lebten, befehligt zu haben. Im Dezember 2010 klagte die Bundesanwaltschaft Murwanashyaka sowie dem 49-jährigen Straton Musoni wegen Kriegsverbrechen und Verbrechen gegen die Menschlichkeit an. Sie warf ihnen 26 Verbrechen gegen die Menschlichkeit und 39 Kriegsverbrechen vor, die ihre Milizen 2008 und 2009 in der Demokratischen Republik Kongo begangen haben sollen. Dabei wurden der Bundesanwaltschaft zufolge mehr als 200 Menschen getötet, zahlreiche Frauen vergewaltigt, etliche Dörfer geplündert und gebrandschatzt, Unschuldige als Schutzschild gegen militärische Angriffe missbraucht und Kinder als Kindersoldaten für die Miliz zwangsrekrutiert. Der für die Verfolgung von Straftaten nach dem Völkerstrafgesetzbuch zuständige Generalbundesanwalt legte den beiden Angeklagten zur Last, im Jahr 2009 in den Kivu-Provinzen der Demokratischen Republik Kongo begangene völkerrechtliche Verbrechen der FDLR entgegen einer ihnen als Vorgesetzte obliegenden Pflicht nicht verhindert zu haben (Vorgesetztenverantwortlichkeit nach § 4 VStGB; § 13 Abs. 1 StGB).  Im September 2015 wurden beide Angeklagte zu hohen Haftstrafen verurteilt. Murwanashyaka starb am 16. April 2019 in Haft.
Nach der Verhaftung der Anführer in Deutschland sank die Kampfmoral der Rebellen: Noch nie seit Februar, als eine gemeinsame Operation der ruandischen und kongolesischen Armeen gegen die Hutu-Miliz lief, haben sich so viele FDLR-Kämpfer ergeben wie nach der Verhaftung: allein im November und der ersten Dezemberhälfte nach UN-Angaben rund 240, gegenüber 1285 in den ersten zehn Monaten 2009, von zuvor insgesamt rund 6000.
Ein weiterer FDLR-Führer Callixte Mbarushimana lebte in Frankreich und wurde dort am 10. Oktober 2010 verhaftet. Mbarushimana war als Exekutivsekretär von Paris aus tätig. Er übernahm nach der Verhaftung der beiden Anführer in Deutschland übergangsweise die De-facto-Führung. Als formaler Übergangspräsident gilt der im Kongo stationierte Gaston Iyamuremye.
Mbarushimana gilt als extremer Hardliner innerhalb der FDLR. Er ist ein mutmaßlicher Täter des Genozids 1994 in Ruanda. Damals arbeitete er für die UN-Entwicklungsagentur UNDP in Kigali als IT-Experte. Er war zugleich der Anführer der Hutu-Miliz Interahamwe in Kyovu, einem Stadtviertel von Kigali. Er soll für den Tod mehrerer Tutsi verantwortlich sein, die wie er für die UNDP arbeiteten.
Mbarushimana wurde zu Beginn des Jahres von den französischen Behörden an den Internationalen Strafgerichtshof (ICC) nach Den Haag überstellt, wo er sich nun für Kriegsverbrechen und Verbrechen gegen die Menschlichkeit verantworten muss. Seine mutmaßliche Rolle während des Völkermordes in Ruanda 1994 ist nicht Gegenstand der Anklage. Die letzte Voranhörung vor der Verfahrenseröffnung wird am 4. Juli stattfinden.
Im August 2010 waren Einheiten der FDLR-Milizen an einer Massenvergewaltigung beteiligt. Die Vergewaltigungen fanden vom 30. Juli bis zum 2. August in der Region Walikale statt, genauer: in den Dörfern Luvungi, Kembe, Bunyampuli etc., rund 30 km von Walikale-Stadt entfernt. Die Vergewaltigungen waren zuvor durch Drohbriefe an die Bevölkerung angedroht worden. Laut Stand der Ermittlungen des Polizeikommandeurs in Luvungi wurden 276 Frauen und Mädchen vergewaltigt, zum Teil mehrfach. Das jüngste Opfer ist 3 Jahre alt, das älteste 80.
Am 26. November 2012 kam es zu einem Angriff der FDLR auf ruandischen Boden. Dabei starben zwei FDLR-Angehörige, ein Verletzter wurde gefangen genommen.
2014 versuchten die UN-Mission MONUSCO und die Armee des Kongo einen Plan zum gemeinsamen Vorgehen gegen die FDLR zu entwickeln. Dies scheiterte, da Kongos Präsident Joseph Kabila auf der Federführung der Armee bestand. Gegen viele der Armee-Kommandanten liefen aber Ermittlungen der UN wegen Beteiligung an Kriegsverbrechen; eine Zusammenarbeit mit ihnen ist der MONUSCO nicht erlaubt. Mitte Februar 2015 begann die Armee des Kongo dann alleine mit ihrer Offensive gegen die FDLR. Nach zwei Wochen seien beinahe 100 FDLR-Soldaten gefangen genommen oder getötet worden. Zwei FDLR-Basen konnten kampflos besetzt werden. Zum ersten Mal könnte es zu Verfahren gegen Beteiligte an den Massenvergewaltigungen 2010 kommen.
Im April 2020 erschossen Rebellen der FDLR etwa ein Dutzend Ranger und fünf Zivilisten im Nationalpark Virunga.

## Filme
- Susanne Babila, Die Kriegstreiber von nebenan: Deutschland und der Terror im Kongo, 2011 im Südwestrundfunk

- Yin.Ya, "Blood in the Mobile" - Dokumentation, Deutschland, 2010, 52min, WDR, Erstausstrahlungstermin ARTE: 11. April 2012, 00:33